# Crotalus aquilus
Il Crotalus aquilus è una specie di serpente velenosa trovata negli altopiani del Messico centrale. Attualmente non sono state riconosciute sottospecie.

## Descrizione
Questa specie arriva fino a 67,8 cm di lunghezza, a volte meno di 50 cm di lunghezza.
Si nutre di roditori e altri piccoli mammiferi, uccelli, pesci, anfibi e altri rettili.

## Distribuzione geografica
Vive negli altopiani del Messico centrale negli Stati di Guanajuato, Hidalgo, México, Michoacán e San Luis Potosí.

## Habitat
Questi serpenti si trovano in habitat erbosi e generalmente rocciosi, aperti a nord della Cordigliera vulcanica trasversale. Si trovano anche nelle foreste di pini e di querce.

## Stato di conservazione
Questa specie è classificata come a rischio minimo (LC) sull'IUCN lista rossa delle specie minacciate. La popolazione sta calando. L'anno in cui è stato valutato è il 2007.